# 영동패트롤
영동패트롤은 KBS강릉 1라디오에서 방송됐던 시사 프로그램이다. 강원 영동 지역 주요 이슈로 전해드린 라디오 시사프로그램이었다.